# Comisión Central Administradora de Bienes Incautados
La Comisión Central Administradora de Bienes Incautados por el Estado de España, fue un órgano institucional creado por Decreto Ley de 10 de enero de 1937, dispuesto durante la Guerra Civil por el bando sublevado, y firmado por Francisco Franco, por el que se creaba la Comisión que se encargaría de incautar los bienes muebles o inmuebles de las organizaciones de todo tipo y personas que, por acción u omisión, no hubieran apoyado a los sublevados.

## Antecedentes
Antes del decreto Ley de incautación, por parte de la Junta de Defensa Nacional creada por los sublevados y presidida por el general Miguel Cabanellas, a los 11 días de la sublevación se autorizaron las primeras incautaciones mediante un bando que, en su artículo 8 señalaba:

Artículo 8. Se declaran incautados, y a mi disposición, todos los vehículos y medios de comunicación de cualquier clase.

Al mes siguiente, la Junta de Defensa Nacional publicó un Decreto (el núm 108 del 13 de septiembre) en el Boletín Oficial de la Junta de Defensa núm. 22 (equivalente al Boletín Oficial del Estado en aquellos momentos) del 16 del mismo mes en el que se decía:

Artículo primero. Se declaran fuera de la Ley todos los partidos y agrupaciones políticas o sociales ... que han integrado el llamado Frente Popular...
 Artículo segundo. Se decreta la incautación de cuantos bienes muebles, inmuebles, efectos y documentos pertenecieren a los referidos partidos o agrupaciones, pasando todos ellos a la propiedad del Estado.
 Artículo quinto. Los generales jefes de los Ejércitos de operaciones o los de columna o unidad a quienes estos hayan dado instrucciones al efecto podrán, en las plazas ocupadas y que en lo sucesivo se ocupen, tomar medidas precautorias encaminadas a evitar posibles ocultaciones o desaparición de bienes de aquellas personas que por su actuación fueran lógicamente responsables directos o subsidiarios, por acción o inducción, de daños y perjuicios de todas clases ocasionados directamente o como consecuencia de la oposición al triunfo del movimiento nacional.

## La Comisión Central Administradora de Bienes Incautados y Comisiones Provinciales
El Decreto Ley de 10 de enero de 1937 que crea la Comisión trataba de poner cierto orden en el proceso de conquista de territorios, dando apariencia de legalidad a las distintas actuaciones que se sucedían con saqueos y ocupaciones por las tropas. Así, se fijan los bienes a incautar:
1.- Los de los partidos políticos y demás organizaciones declaradas ilegales por los sublevados y de los que fueran propietarios antes, durante y después del pronunciamiento del 18 de julio de 1936.
2.- Los bienes de las personas que por acción u omisión se hubieran opuesto a la sublevación, para lo cual se creaban las correspondientes Comisiones Provinciales encargadas de averiguar quienes podrían ser esas personas. Las Comisiones Provinciales estaban presididas por el gobernador civil, un magistrado y un abogado del Estado, todos nombrados por el presidente de la Junta Técnica del Estado, y delegaban sus funciones en personas de la provincia que actuaban como incautadores (en general alcaldes y miembros destacados afectos a la sublevación, así como militares de graduación en el curso de sus operaciones de guerra).

## Procedimiento de incautación
El procedimiento se iniciaba con la identificación del bien, una vez el expediente personal o de la organización se hubiera abierto por la propia Comisión (Provincial o Central), y su posesión inmediata, fuera cual fuese el poseedor en ese momento. La declaración de la responsabilidad civil de la organización o la persona se haría por un juez, que será oficial del Ejército o funcionario judicial nombrado por la propia Comisión para tal fin. Concluido el expediente por los designados, se elevaba un extracto a la Comisión Provincial de Incautación que remitía a la máxima autoridad militar de la zona (General de la División, comandante general o general en jefe del Ejército de África), a quien correspondía declarar la responsabilidad y fijar la cuantía.
Los bienes así obtenidos pasaban a disposición de la Comisión Central, que los administraba a título de propietario. En caso de resultar dinero en efectivo, se remitiría a la Junta Técnica del Estado de forma inmediata.
Una vez cumplidos estos trámites, los afectados tenían derecho a recurrir por la vía civil en un plazo de 30 días si se encontraban en territorio bajo el bando sublevado, 45 días si estaban en cualquier país europeo y 30 días, a contar después de la ocupación de la población de residencia efectiva, si estaban en territorio bajo el control del gobierno republicano. La instrucción del recurso la debía realizar el juez civil que en cada caso corespondiera; no obstante, no era posible su inicio hasta que la propia Comisión Central de Incautación lo permitiera.
Las ocupaciones de bienes que se hubieran practicado de hecho por el ejército sublevado, o por personas afines al mismo, antes de la entrada en vigor de éste Decreto Ley, fueron legalizadas siempre y cuando se comunicasen de inmediato al General de División de la zona respectiva.

## Destino de los bienes
Desde el Decreto de 13 de septiembre de 1936, por el que se declaran ilegales todos los partidos y agrupaciones sociales que integran el Frente Popular o se opongan a la sublevación y se decreta la incautación, se sucedieron todas las disposiciones con el fin de organizar el proceso.
Primero con el Decreto Ley que crea la Comisión Nacional y las Provinciales, y después con una sucesión de normas entre las que destacan:
- La Orden de la misma fecha que el Decreto Ley por la que se exige a Registradores, empresas y bancos, la remisión de toda información que tengan sobre los bienes de las entidades proscritas.

- La Ley de Responsabilidades Políticas de 9 de febrero de 1939, que estableció la propiedad definitiva del Estado de los bienes incautados.

- La Ley de 23 de septiembre de 1939 que dispuso que los bienes de los sindicatos obreros[2] pasasen a la propiedad de Falange Española y de las JONS.

- El Decreto de 14 de diciembre de 1940 que estableció la clasificación de los bienes de los sindicatos proscritos y se creó, al margen de la Comisión Nacional de Incautación, un servicio de Incautación y recuperación de bienes sujetos a la Ley de 23 de septiembre de 1939.

- Se reguló la inscripción de bienes en los registros en favor del sindicato vertical.[3]

- Otros bienes (dinero, muebles, estaciones de radio, emisoras, cuentas corrientes y cuentas de ahorro) se atribuyeron, en propiedad o uso, a distintos organismos del periodo franquista como el Instituto Nacional de la Vivienda, los medios de comunicación del Estado, el Ministerio del Movimiento o el Ministerio de Educación.[4]

## Fin de las Comisiones Central y Provinciales
De derecho, la Comisión Central no fue nunca disuelta durante el periodo franquista, si bien a partir del inicio de la década de 1940 su actividad decayó hasta ser prácticamente nula en 1945. No obstante, fueron las Comisiones Provinciales las más activas, incluso hasta el inicio de la década de 1960. En cualquier caso, integrada en el Ministerio del Movimiento Nacional, su desaparición de hecho se produce con la formación del primer gobierno de la transición, tras las elecciones de 1977.

## La restitución de los bienes a sus legítimos propietarios
Para las organizaciones políticas, sociales y sindicales afectadas por las incautaciones, la primera restitución física y jurídica se produce con la aplicación de la Ley 4/1986, que en su Disposición Adicional Cuarta obligaba al Estado al reintegro:

... de los bienes y derechos que, por virtud de la Ley de Responsabilidades Políticas, de 9 de Febrero de 1939, fueron incautados a las Organizaciones Sindicales o sus Entes afiliados o asociados de carácter sindical entonces existentes.

Con posterioridad, el Real Decreto Ley 13/2005 amplió los supuestos, alcanzando a todas las entidades y sin que fuese necesaria la incautación sobre la base de la Ley de Responsabilidades Políticas, sino que se produjese por el conjunto de normas dictadas desde el inicio de la Guerra Civil, y también a aquellas incautaciones de facto, generalmente realizadas por militares u organizaciones afines a la sublevación (falangistas y carlistas) sin amparo en norma alguna.